# Brian Kinney
Brian A. Kinney é um personagem fictício da série de televisão americana Queer as Folk , uma serie sobre a vida de um grupo de homens e mulheres gays que vivem em Pittsburgh, Pensilvânia. O personagem foi criado por Ron Cowen e Daniel Lipman e foi interpretado pelo ator americano Gale Harold durante os cinco anos do programa.
Bonito e masculino, Brian é um executivo de publicidade de sucesso que possui um luxuoso loft em Pittsburgh e leva um estilo de vida glamoroso e auto-indulgente. Ele é retratado como extremamente promíscuo  e narcisista, tendo orgulho de sua aparência e seu status como o homem mais desejável na Liberty Avenue de Pittsburgh. Brian rejeita completamente a heteronormatividade, na qual inclui o Casamento Gay e a Monogamia em geral. Suas histórias no programa giram em partes, em torno de sua recusa em aderir a esses ideais, muitas vezes colocando-o em desacordo com seus amigos gays que desejam se casar e começar suas próprias famílias. Apesar de seus sentimentos, Brian desenvolve um relacionamento romântico e sexual com o jovem artista Justin Taylor, que é central em toda a série.
Brian tem sido objeto de controvérsia entre os gays que assistem o programa. Ele foi descrito como "o herói gay supremo" por sua filosofia liberacionista, mas também foi criticado por sua representação do que muitos espectadores gays acreditam ser "estereótipos negativos sobre homens gays". Apesar se sua controvérsia, Brian é descrito como um dos personagens gays mais importantes da televisão. Em novembro de 2007, Brian foi eleito o personagem de televisão gay mais popular de todos os tempos pelo site gay, AfterElton.

## Biografia
Brian Kinney nasceu em Pittsburgh, na Pensilvânia . Sua família era católica-irlandesa , com sua mãe em particular sendo extremamente devota e homofóbica . Brian teve uma infância instável devido ao fato de seu pai ser um alcoólatra abusivo . Brian foi agredido fisicamente por seu pai durante sua infância e adolescência. Durante seus anos de ensino médio, Brian escaparia do abuso em sua casa ficando com seu melhor amigo, Michael Novotny, cuja mãe, Debbie Novotny, tratava Brian como outro filho. Após o colegial, Brian recebeu uma bolsa integral para Carnegie Mellon , onde estudou publicidade. É lá que ele conhece outra amiga próxima, Lindsay Peterson , que compartilha uma aula de história da arte com ele.
Embora Brian seja aberto sobre sua sexualidade para Michael e Debbie e seja altamente sexualmente ativo durante sua adolescência, Brian só sai do armário para seus pais quando está na idade adulta. Brian disse que não deve nada aos pais; ele optou por não revelar sua sexualidade a eles mais cedo porque tem pouco relacionamento com eles. No entanto, ele finalmente conta a seu pai em seu leito de morte, e sua mãe acidentalmente descobre depois de ver Justin Taylor no quarto de Brian durante uma visita ao seu loft. As respostas de ambos os pais são extremamente negativas.

## Personalidade
O maior medo de Brian é perder sua juventude e beleza. Seu melhor amigo, Michael, muitas vezes garante que ele "Sempre será jovem e sempre será bonito". Lindsay, uma figura parecida com a irmã de Brian, às vezes o chama carinhosamente de 'Peter', em referência a Peter Pan , o menino que nunca envelhece; ele a chama de ' Wendy ' em troca. Em um episódio, o namorado idoso de Emmett Honeycutt , George Shickle, descreve Brian como "o filho do amor de James Dean e Ayn Rand ".
Apesar da natureza aparentemente indiferente e amoral de Brian, ele é mostrado como amando seus amigos e muitas vezes fará grandes sacrifícios por eles, mesmo que ele não admita isso. Ele planeja um casamento para Lindsay e Melanie depois que o relacionamento delas desmorona, e abre mão de seus direitos parentais para seu filho Gus (Resultado de uma inseminação artificial), para que Melanie e Lindsay se reúnam na primeira temporada. Ele ajuda Michael a voltar para o namorado. Ele ajuda seu jovem amante Justin a se recuperar depois de uma briga em seu baile de formatura, que Brian compareceu para agradar Justin. Ele abre mão de seu emprego e dinheiro para derrotar o candidato anti-gay a prefeito, Jim Stockwell, e está disposto a desistir de sua cobertura e boate para estar com Justin nos episódios finais.

## Serie
No piloto, Brian Kinney vê Justin Taylor, de 17 anos, em uma esquina do lado de fora da boate gay Babylon. Ele passa a levar Justin para casa e tira sua virgindade. No mesmo episódio, seu filho, Gus, fruto de uma inseminação artificial, nasce do casal lésbico, Lindsey e Melanie. Por causa da simultaneidade desses dois eventos cruciais, Brian frequentemente associa Gus a Justin, referindo-se a ambos como "filhinho", apelido de seu pai Jack, para o próprio Brian. Durante a primeira temporada, seu relacionamento com Justin não é claro. Brian odeia a ideia de casais, mas quebra suas próprias regras para Justin, incapaz de resistir à atração que sente por ele. Ele cuida dele de maneiras diferentes: deixando-o se mudar para seu loft depois que Justin é expulso da casa de seus pais, indo atrás dele para Nova York depois que ele foge, pagando sua faculdade e aconselhando-o sobre situações escolares - assim, suas ações, refutando repetidamente suas próprias declarações verbais de não o querer por perto.
Depois de testemunhar o baile de formatura de Justin, Brian fica traumatizado. Ninguém, exceto Jennifer Taylor e a equipe de enfermagem, sabe que Brian fica em vigília secreta do lado de fora do quarto de hospital de Justin todas as noites por semanas. Após a liberação de Justin do hospital, Jennifer proíbe Brian de ver Justin, mas depois pede a ele para 'levar' seu filho, porque Brian é o único em quem ele confia. Durante a segunda temporada, Brian ajuda Justin a se recuperar, tanto física quanto emocionalmente. Justin confronta Brian perguntando se a razão pela qual ele ainda está morando com Brian é porque ele se sente culpado. Brian diz que a culpa foi a razão pela qual ele aceitou Justin, mas não é a razão pela qual ele quer que ele fique. Para restringir a promiscuidade de Brian e se proteger, Justin estabelece algumas regras. que ele próprio queba com o seu amigo Ethan Gold, e Brian diz a Justin para decidir com quem ele quer ficar. Brian fica magoado quando Justin o deixa para ficar com Ethan, mas não admite. Apesar de sua natureza externamente distante, a solidão de Brian é evidente no início da terceira temporada.
Durante a terceira temporada, o sucesso de Brian como executivo de publicidade entra em oposição com suas crenças quando ele é convidado a liderar a campanha para prefeito de Jim Stockwell, o chefe de polícia conservador e anti-gay. Embora ele seja inicialmente instrumental na ascensão do candidato, Brian mais tarde se reúne com Justin e tem uma crise de consciência, ajudando Justin a produzir e distribuir cartazes de propaganda anti-Stockwell. Apanhado em flagrante, perde o cargo tanto na campanha como na agência de publicidade. Apesar de sua falta de renda, Brian estourou todos os seus cartões de crédito para comprar anúncios de televisão expondo os crimes anteriores de Stockwell, levando diretamente à sua derrota na eleição para prefeito. Quando seus amigos descobrem que Brian financiou pessoalmente os comerciais e agora está desempregado e com uma grande dívida, eles realizam uma campanha de arrecadação de fundos, os rendimentos dos quais Brian é inicialmente resistente a aceitar, mas no final das contas o faz graciosamente. Na quarta temporada, ele funda sua própria agência de publicidade, Kinnetik. Ele luta contra o câncer testicular, o que se torna especialmente difícil por causa de sua vaidade e narcisismo sobre suas proezas sexuais, e ele tenta – sem sucesso – manter seu diagnóstico e tratamento em segredo de todos. Depois de vencer o câncer e completar um passeio de bicicleta de Toronto a Pittsburgh , Brian reavalia sua vida, decidindo ter um papel mais ativo na vida de seu filho e pedindo a Justin para voltar a morar com ele.
Na quinta temporada, Justin se muda, frustrado com a incapacidade de Brian de formar um relacionamento comprometido, pelo qual Brian culpa seu melhor amigo, Michael. Depois que uma bomba é detonada na Babylon, que volta para as mãos de Brian nesta temporada, Brian admite seu amor por Justin e conserta seu relacionamento com Michael. Brian propõe casamento a Justin, que acaba aceitando. Brian depois diz a Justin que ele deveria ir para Nova York para seguir uma carreira artística promissora, em vez de desistir de uma oportunidade. Eles passam uma última noite juntos antes de Justin sair. Justin garante a Brian que eles vão se ver com frequência. Brian é visto na Babylon destruída dançando com Michael. No entanto, à medida que a câmera os acompanha, o clube destruído começa a se transformar em uma Babilônia restaurada, sugerindo que Brian reconsiderou e reabrirá a Babilônia. Ele é visto pela última vez.